# Litouwen op de Olympische Winterspelen 2006
Tijdens de Olympische Winterspelen van 2006 die in Turijn werden gehouden nam Litouwen voor de zesde keer deel aan de Winterspelen.
De zeven deelnemers kwamen uit bij het alpineskiën, biatlon, langlaufen en kunstrijden.

## Deelnemers
| Sport              | Naam                                | Discipline                                               | Klassering  | Resultaten                                                   |
| ------------------ | ----------------------------------- | -------------------------------------------------------- | ----------- | ------------------------------------------------------------ |
| Alpineskiën mannen | Vitalij Rumiancev                   | Reuzenslalom Slalom Super-G                              | - 44e -     | 1e run dq 1e run 1.09,19, 2e run 1.04,27 dq                  |
| Biatlon mannen     | Karolis Zlatkauskas                 | 10 km sprint                                             | 90e         | 34.33,8 (4)                                                  |
| Biatlon vrouwen    | Diana Rasimoviciute                 | 7,5 km sprint 10 km achtervolging 15 km                  | 18e 27e 66e | 23.48,1 (1) op 5.12,7 (5) 1:00.04,4 (8)                      |
| Langlaufen mannen  | Aleksej Novoselkij                  | 15 km klassiek 50 km vrije stijl, massastart Sprint      | - - -       | dnf dnf Kw. 2.28,04                                          |
| Langlaufen vrouwen | Irina Terentjeva                    | 15 km achtervolging 30 km vrije stijl, massastart Sprint | 53e - -     | 48.33,7 dnf Kw. 2.20,08                                      |
| Kunstschaatsen     | Margarita Drobiazko Povilas Vanagas | IJsdansen                                                | 7e          | 183.21 pnt.; verpl.kür 35.23, org.kür 52.79, vrije kür 95.19 |

Albanië · Algerije · Amerikaanse Maagdeneilanden · Andorra · Argentinië · Armenië · Australië · Azerbeidzjan · België · Bermuda · Bosnië en Herzegovina · Brazilië · Bulgarije · Canada · Chili · China · Chinees Taipei · Costa Rica · Cyprus · Denemarken · Duitsland · Estland · Ethiopië · Finland · Frankrijk · Georgië · Griekenland · Groot-Brittannië · Hongarije · Hongkong · Ierland · IJsland · India · Iran · Israël · Italië · Japan · Kazachstan · Kenia · Kirgizië · Kroatië · Letland · Libanon · Liechtenstein · Litouwen · Luxemburg · Macedonië · Madagaskar · Moldavië · Monaco · Mongolië · Nederland · Nepal · Nieuw-Zeeland · Noord-Korea · Noorwegen · Oekraïne · Oezbekistan · Oostenrijk · Polen · Portugal · Roemenië · Rusland · San Marino · Senegal · Servië en Montenegro · Slovenië · Slowakije · Spanje · Tadzjikistan · Thailand · Tsjechië · Turkije · Venezuela · Verenigde Staten · Wit-Rusland · Zuid-Afrika · Zuid-Korea · Zweden · Zwitserland